# Camila Vezzoso
Camila Vezzoso (Montevideo, 29 ottobre 1993) è una modella uruguaiana, incoronata Miss Uruguay 2012 il 31 maggio presso il Conrad Hotel a Punta del Este.
Al momento dell'incoronazione, la Vezzoso aveva diciotto anni ed era alta un metro e settantaquattro. Camila Vezzoso ha rappresentato l'Uruguay a Miss Universo 2012.